# هالة المصراتي
هالة المصراتي (1980 -)، صحفية ومذيعة وباحثة في القانون الليبي. اكتسبت شهرة واسعة عند عملها كمذيعة في القناة الليبية الحكومية بسبب ولائها المطلق للعقيد معمر القذافي ونظامه أثناء الثورة الليبية حيث اكسبها ذاك الولاء لقب «مذيعة القذافي»[بحاجة لمصدر].

## تصريحاتها المثيرة للغرابة
تشتهر بجانب ولائها الشديد للرئيس الليبي معمر القذافي، بآرائها ومواقفها الغريبة خلال ظهورها على الهواء مباشرة، فالبعض اعتبر تصريحاتها الدفاعية للقذافي كوميدية، كفتواها بحرمة «تبني» مجلس الأمن قرار الحظر الجوي، لان «التبني» محرم في الديانة الإسلامية وأيضا حملها في في أوج الانتفاضة على النظام مسدساً أمام الكاميرا، مهددة به كل الثائرين والمحتجين على نظام القذافي.

## اعتقالها
أعلن الثوار الليبين في 21 سبتمبر 2011 عن سيطرتهم على مبنى القناة الليبية واعتقال المصراتي
ظهرت في تصوير نشر على شبكة الإنترنت في 19 فبراير 2012، ولكنها نفت فيه ماأشيع في بعض وسائل الاعلام عن تعذيبها وقتلها من قبل الثوار المعادين لنظام القذافي في 8 مارس 2012 انتشر تسجيل صوتي اشيع انه لها، تؤكد فيه على هروبها إلى تونس، إلا أن عبد الله ناكر رئيس مجلس ثوار طرابلس نفي هروبها، وأكد على ان الشريط ليس أكثر من أشاعة.